# Кузнецов, Борис Дмитриевич
Борис Дмитриевич Кузнецов (14 июля 1928, Москва, РСФСР, СССР — 3 декабря 1999, Москва, Россия) — советский футболист, защитник. Заслуженный мастер спорта СССР (1957). Мастер спорта СССР (1951).

## Биография

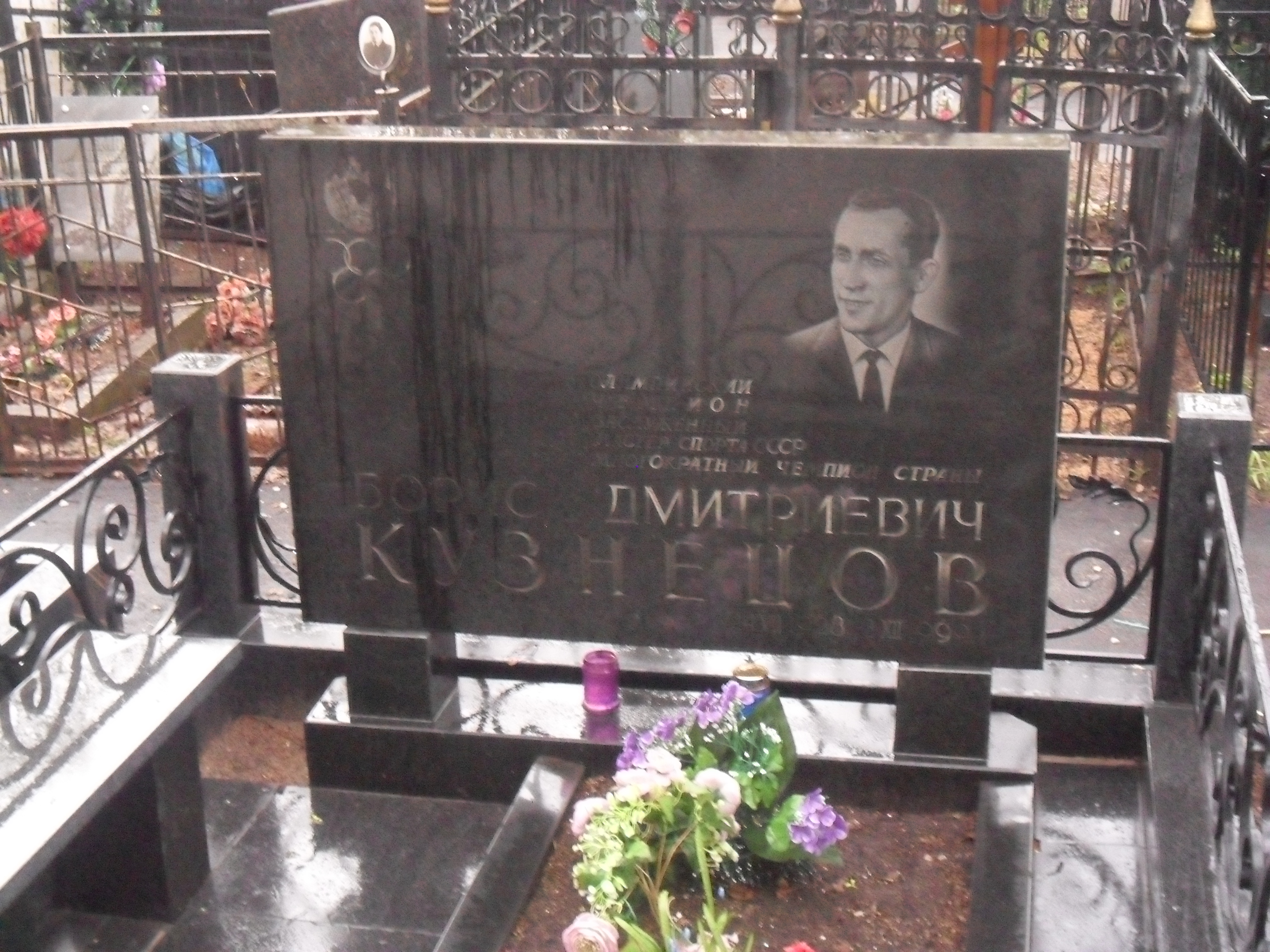
Могила Кузнецова на Ваганьковском кладбище.

Начало карьеры провёл в команде МВО (Москва) (в 1951-52 годах представляла Калинин).
После расформирования команды в 1953 году перешёл в московское «Динамо», в составе которого стал четырёхкратным чемпионом СССР: 1954, 1955, 1957, 1959.
- Серебряный призёр чемпионата СССР 1956, 1958.
- Бронзовый призёр чемпионата СССР 1960

Олимпийский чемпион 1956 года в составе сборной Советского Союза.
Также в 1956 году стал победителем Спартакиады народов СССР.
5 раз входил в список 33 лучших футболистов сезона: три раза под № 1 (1957—1959), по разу под № 2 (1956) и № 3 (1955).
Член КПСС с 1963 года. Тренер юношеских и клубных команд московского «Динамо» (1963—1964). В 1965—1981 годах работал начальником физподготовки в частях КГБ СССР. В 1982—1988 работал инструктором физкультуры в МГС «Динамо».
Похоронен на Ваганьковском кладбище, участок № 24.

## Награды
- Медаль «За трудовую доблесть» (27.04.1957) — «за успехи, достигнутые в деле развития массового физкультурного движения в стране, повышения мастерства советских спортсменов, и успешное выступление на международных соревнованиях»

## Киновоплощения
- Игорь Сильченко — «Лев Яшин. Вратарь моей мечты», 2019 год.